# Luís Varatojo
Luís Varatojo (Bucelas, 1965) é um músico, compositor e produtor português. Notabilizou-se como membro fundador das bandas Peste & Sida e Despe e Siga. Em 2004 cofundou A Naifa com João Aguardela, projeto que combinou fado e poesia contemporânea com sonoridades urbanas. Mais tarde criou o duo Fandango com Gabriel Gomes (ex-Madredeus e Sétima Legião) e, em 2021, lançou o projeto a solo Luta Livre, com enfoque político e social.

## Biografia
Luís Varatojo iniciou a carreira musical no final dos anos 1980 com os Peste & Sida, grupo com forte intervenção política e social. Em meados da década de 1990, Os Peste & Sida tornaram-se Despe e Siga, banda que rapidamente ganhou notoriedade com atuações regulares por todo o País e que evoluiu da recriação de versões do universo ska e punk-rock para a produção de originais com identidade própria. Em 1999, integrou o espetáculo "Rock e Revolução", que daria origem ao projeto coletivo Linha da Frente, responsável por um álbum baseado em poesia portuguesa do século XX. Em 2004 cofundou A Naifa com o malogrado João Aguardela, projeto de fusão entre fado, poesia contemporânea e sonoridades urbanas, que marcou a nova música portuguesa durante uma década. Em 2015 formou Fandango com o acordeonista Gabriel Gomes, explorando a ligação entre eletrónica e instrumentos acústicos. Em 2021 lançou Luta Livre, projeto de canção de intervenção atualizada, com forte componente multimédia. Desde 2009 desenvolve também trabalho de concepção e direção artística de eventos e espetáculos.

## Estilo e intervenção
Luís Varatojo é conhecido por uma postura crítica e socialmente engajada. Em projetos como A Naifa, Fandango e Luta Livre, combinou tradição e contemporaneidade, cruzando fado, poesia, música eletrónica e linguagens visuais. O projeto Luta Livre é assumidamente interventivo, com temas de justiça social e política cultural, numa abordagem descrita por Manuel Halpern como “uma espécie de arte popular direta, sem subterfúgios que a desviem da sua essência”. Em 2009, a revista Produção Áudio & Música destacou o modo como Varatojo reinventou a guitarra portuguesa fora do fado, integrando-a em linguagens contemporâneas com soluções técnicas personalizadas e abordagem autodidata, alinhadas com a estética urbana dos seus projetos.

## Projetos principais
- Peste & Sida (1986–1994)
- Despe e Siga (1992–2002)
- Linha da Frente (1999–2002)
- A Naifa (2004–2014)
- Fandango (2015–2016)
- Luta Livre (desde 2021)

## Discografia selecionada

### ComPeste & Sida
- 1987 – Veneno
- 1989 – Portem-se Bem
- 1989 – Maxi
- 1990 – Peste & Sida é que é
- 1992 – Eles Andam Aí!

### ComDespe e Siga
- 1994 – Despe e Siga
- 1996 – Os Primos
- 1999 – 99.9
- 2016 – Só as Melhores!

### Com Linha da Frente
- 2002 – Linha da Frente

### ComA Naifa
- 2004 – Canções Subterrâneas
- 2006 – 3 Minutos Antes de a Maré Encher
- 2008 – Uma inocente inclinação para o mal
- 2012 – Não se deitam comigo corações obedientes
- 2013 – As Canções d’A Naifa

### Com Fandango
- 2015 – Fandango

### A solo / Luta Livre
- 2021 – Técnicas de Combate[9]
- 2023 – Defesa Pessoal

### Participações e colaborações
- 1994 – Filhos da Madrugada cantam José Afonso – com os Peste & Sida, interpretação da canção "O Homem da Gaita"
- 1995 – Espanta Espíritos – com os Despe e Siga, interpretação do tema "Família Virtual"
- 1997 – A Cantar con Xabarín – com os Despe e Siga, interpretação da canção "Astro da Bola"[10]
- 1998 – XX Anos XX Bandas – com os Despe e Siga, interpretação do tema "Vida Malvada"
- 2010 - Livro/DVD Esta Depressão que me Anima, que reúne uma seleção de temas ao vivo de A Naifa e textos ilustrativos sobre o percurso do grupo.[11]